# Базалеев, Фёдор Тихонович
Фёдор Тихонович Базалеев (23.06.1918, Казахстан — 10.09.1986) — командир взвода отдельной моторизированной инженерной разведывательной роты, старшина.

## Биография
Родился 23 июня 1918 года в селе Черкасское Саркандского района Алматинской области Республики Казахстан.
В 1939 году окончил Алма-Атинский учительский институт. Работал учителем географии в средней школе села Кескелен той же области.
В январе 1940 года был призван в Красную Армию. Действительную службу проходил командиром танка БТ-5 разведывательной роты 9-й танковой бригады, дислоцированной в Средней Азии. Был комсоргом батальона. В боях Великой Отечественной войны с августа 1941 года. В боях под Ельней танк был подбит, Базалеев несколько дней обожженным пробирался к своим по вражеским тылам. После госпиталя на танк не вернулся.
К лету 1944 года красноармеец Базалеев воевал сапером-разведчиком отдельной моторизированной инженерной разведывательной роты 4-й инженерно-саперной бригады.
6 июля 1944 года Базалеев с группой разведчиков в тылу противника в районе города Топлица собрал ценные разведданные о коммуникациях в полосе предстоящего наступления, участвовал во взрыве железобетонного моста и захвате двух «языков».
Приказом от 9 февраля 1945 года красноармеец Базалеев Фёдор Тихонович награждён орденом Славы 3-й степени.
2 января 1945 года, готовясь к дальнему рейду в тыл врага, сержант Базалеев провел инженерную разведку, обнаружил слабые места в обороне противника. С 2 по 4 января группа их 16 саперов-разведчиков, углубившись на 30 км в тыл противника в районе населенного пункта Плешивец, провела разведку сети дорог и мостов. В районе сел Дубри и Гемар Ковигова разведчики в двух местах заминировал дорогу, что затем нанесло врагу урон в живой силе и боевой технике. Группа без потерь вернулась домой, доставив ценные сведения о противнике.
Приказом от 16 марта 1945 года сержант Базалеев Фёдор Тихонович награждён орденом Славы 2-й степени.
5 мая 1945 года старшина Базалеев с тремя разведчиками шел в передовых подразделениях 133-й стрелковой дивизии в направлении словацкого города Злин, введя разведку дорог. Вблизи города Коетин разведчики обнаружили группу противников, которая могла задержать продвижение пехоты. Несмотря на численное превосходство, бойцы внезапно атаковали врага. Базалеев из личного оружия сразил 8 противников и 1 пленил, захватил пулемет.
В 1945 году, вскоре после Победы старшина Базалеев был демобилизован. Вернулся на родину. Здесь узнал о последней боевой награде.
Указом Президиума Верховного Совета СССР от 15 мая 1946 года за образцовое выполнение заданий командования в боях с немецко-вражескими захватчиками старшина Базалеев Фёдор Тихонович награждён орденом Славы 1-й степени. Стал полным кавалером ордена Славы.
Жил в городе Алма-Ате. Член ВКП/КПСС с 1947 года. Работал инструктором на станции юных туристов.
Скончался 10 сентября 1986 года. Похоронен на кладбище на кладбище на проспекте Рыскулова в Алма-Ате.
Награждён орденами Отечественной войны 1-й и 2-й степеней, Славы 3-х степеней, медалями.